# 赤塩正樹
赤塩 正樹（あかしお　まさき、1957年4月27日 - ）は、日本のフォーク系ポップデュオH2Oでボーカル、ギター、ピアノ担当。シンガーソングライター、音楽プロデューサー、作曲家、編曲家。明治大学経営学部、ニューヨーク大学大学院卒。英語通訳案内士、語学コンサルタント。甥の妻は小説家の辻村深月。

## 人物・来歴
- 長野市生まれ。小学校5年生の時に年上の従兄にビートルズを聴かせてもらったのが音楽を始めるきっかけとなった[1]。屋代高等学校時代に、上田市立第三中学校で出会った4人がバンドSpring Breezeを結成。
- 1976年、中沢堅司とH2Oを結成。アミューズに所属。
- 1980年、東宝映画『翔んだカップル』挿入歌「ローレライ」でデビュー。
- 1983年、5枚目シングル『想い出がいっぱい』が大ヒット（フジテレビアニメ『みゆき』ED曲）。
- 1985年、H2O解散。その後、渡米。NYU大学院Steinhardtに進む。

帰国後はフジパシフィック音楽出版に専属作曲家（1989年 - 1998年）で楽曲提供。
英語資格は、実用英検１級・通訳案内士（国土交通省）・国連英検特A級・TOEIC990点を保有。神田外語学院や都内の大学で教鞭をとり、国際協力機構（JICA）が実施する海外ボランティア事業で語学スーパーバイザーを担当した。語学を使って国際協力、観光、ISOなどの事業にも携わっている。現在の妻はJICA関連で知り合った女性。
- 1999年、H2O再結成。上田市制80周年ソング「ここにおいでよ」、「瑠璃色の街」を制作。後にアミューズの新人アーティスト開発室等で全国のシンガーの育成・発表会等をプロデュースしている。

現在は東京都世田谷区に所在する会社『A.K.A. Planet』にて音楽と語学を中心に、プロデューサー、シンガーソングライター、作曲・編曲家、語学コンサルタントとして制作・演奏・講演、カリキュラム作成等を行なっている。出身地の長野を拠点としながら、自ら長野と東京の会社との間を往復している。
- 2013年6月30日、ソロ楽曲「命の水よ」発表。

## 主な音楽作品
赤塩正樹
- 「命の水よ」（2013年6月30日）

H2O
- H2Oの楽曲は「H2Oディスコグラフィー」項参照

楽曲提供
- 稲垣潤一 - 「今日が永遠」（1991年）、「It’s the End」（1993年）
- 中西保志 - 「たった一度のKissがしたい」（1992年）
- 村瀬由衣 - 「幸せのスケッチ」（1992年）
- 畠田理恵 - 「嘘つきが好きよ」（1993年）
- 飛影「口笛が聴こえる」、桑原和真「Dachi」（1994年） ※フジテレビアニメ『幽遊白書』キャラクターソング
- 鈴木トオル - 「君の背中」（1995年）
- 中村雅俊 - 「ありったけの愛を集めて」（1995年） ※フジテレビ・関西テレビドラマ「君を想うより君に逢いたい」主題歌
- 井上喜久子 - 「不思議なあなた」（1995年） ※PlayStationゲームソフト「トワイライトシンドローム」挿入曲
- ジェイムス・ヘイブンス - 「TILL THE END OF TIME」（1996年）
- 椎名へきる - 「何も出来なくて」（1997年）
- Leila White - 「One Day」（1997年）
- 「バラの花束もって」（1993年） ※広島県福山市ばらのうたコンテスト全国大会優勝／最優秀作曲賞受賞。作詞：尾澤英夫
- 「Only Truth」（1995年） - フジテレビアニメ「ロミオの青い空」デュエット曲
- アメリカンドラッグ：コマーシャルソングズ（1996年）
- 「Give me a smile」Leila White」（1998年） ※J-WAVEトキオ・ホット・100 ザ・10th・アニヴァーサリー・スーパー・ヒッツ・セレクション収録エル・アル・イスラエル航空テレビCFテーマ曲
- アベニュー：コマーシャルソングズ、M2 the Love（2001年）
- 「絆のチカラ」（2012年3月8日） ※ドイツ、ベルリン・フィルハーモニーで初演（毎日新聞主催、キリンビール、ANA協賛。東日本大震災支援コンサート）

他、PARACHUTE「Lady Raccoon、吉川忠英「土曜日の夜と月曜の朝」など